# Traviata
Traviata (wł. La Traviata) – opera Giuseppe Verdiego z 1853 roku, oparta na Damie kameliowej A. Dumasa.

## Osoby
- Violetta Valéry (kurtyzana) – sopran
- Alfredo Germont (kochanek Violetty) – tenor
- Flora Bervoix (przyjaciółka Violetty) – mezzosopran
- Giorgio Germont (ojciec Alfreda) – baryton
- Annina (służąca Violetty) – sopran
- Gaston de Letorières – tenor
- Baron Douphol – baryton
- Markiz d'Obigny – bas
- Doktor Grenvil – bas
- Józef (służący Violetty) – bas
- Służący Flory – tenor
- Posłaniec – bas

## Treść
Akcja rozgrywa się w Paryżu i w podparyskiej posiadłości w 2. połowie XIX wieku.

### Akt I
Scena balu na cześć Violetty. Baron Douphol uczynił ją swoją utrzymanką, w zamian za „wyłączność”. Violetta ma opuścić dotychczasowe miejsce zamieszkania i rozpocząć nowe życie w nieco „wyższych sferach”. Chora i nieszczęśliwa Violetta udaje, że raduje ją jej życie, w którym jedynym celem jest nieustająca zabawa. Na przyjęciu zjawia się Gaston i młody poeta Alfred Germont. Alfred, kochający skrycie Violettę wznosi toast na cześć miłości i ujawnia swoje uczucia. Violetta doświadczona okrutnymi kolejami swojego losu nie wierzy w miłość. Prosi Alfreda, by o niej zapomniał. Ale w samotności rozważa usłyszane słowa, które zapadły w jej serce. Postanawia rozpocząć nowe życie u boku Alfreda.

### Akt II

#### Scena 1
Violetta nie przyjęła propozycji barona Douphol. Wyjeżdża wraz z Alfredem do swojej wiejskiej posiadłości. Przeżywa z nim szczęśliwe dni, ale jej zdrowie coraz bardziej pogarsza się. Na wspólne życie wydaje swoje oszczędności. Alfred nie wie nic o jej kłopotach finansowych dopóki Annina nie uświadomi mu sytuacji Violetty. Alfred chce jej pomóc i wyjeżdża do Paryża by zdobyć pieniądze. Pod jego nieobecność do posiadłości przyjeżdża ojciec Alfreda – Giorgio Germont. Chce doprowadzić do zerwania. Początkowo oskarża Violettę o wykorzystywanie młodzieńca. Ona mówi o miłości. Giorgio wyjaśnia Violetcie sytuację – siostra Alfreda ma poślubić bogatego człowieka. Kompromitujący związek Violetty i Alfreda dotyczy całej rodziny. Gdyby prawda o związku brata narzeczonej z byłą kurtyzaną dotarła do narzeczonego, ten zerwałby zaręczyny. Odwołuje się do sumienia Violetty i jej wiary w Boga, powołuje się na jej miłość, której obcy powinien być egoizm. Długo przekonuje Violettę, która w końcu postanawia zerwać z Alfredem dla jego własnego dobra. Zostawia list do ukochanego, w którym informuje go o powrocie do dawnego stylu życia, po czym wyjeżdża do Paryża. Alfred jest zaskoczony decyzją ukochanej. Zagniewany i zazdrosny nie chce słuchać wyjaśnień ojca i wrócić do rodzinnego domu. Jedzie do Paryża.

#### Scena 2
Paryż. Przyjaciółka Violetty, Flora Bervoix wydaje przyjęcie na jej cześć dla dam z półświatka i ich promotorów. Violetta pojawia się u boku barona Douphol. Uśmiecha się, ale cierpi. Choroba jest coraz bardziej widoczna. Na przyjęciu zjawia się także Alfred. Wygrywa w karty od barona dużą sumę pieniędzy. Szukając zwady obraża Violettę i wyzywa barona na pojedynek. Violetta pragnie zapobiec nieszczęściu. Okłamuje Alfreda, że kocha barona i z nim chce pozostać. Alfred publicznie płaci Violetcie za szczęśliwe, pełne miłości dni rzucając jej pod nogi wygrane pieniądze. Wszyscy są oburzeni jego zachowaniem a Violetta mdleje. Podczas tej sceny obecny jest ojciec Alfreda, który w ślad za synem dotarł do Paryża. Nawet on przy wszystkich wyrzuca synowi niegodziwość zachowania. Baron Douphol wyzywa upokorzonego Alfreda na pojedynek.

### Akt III

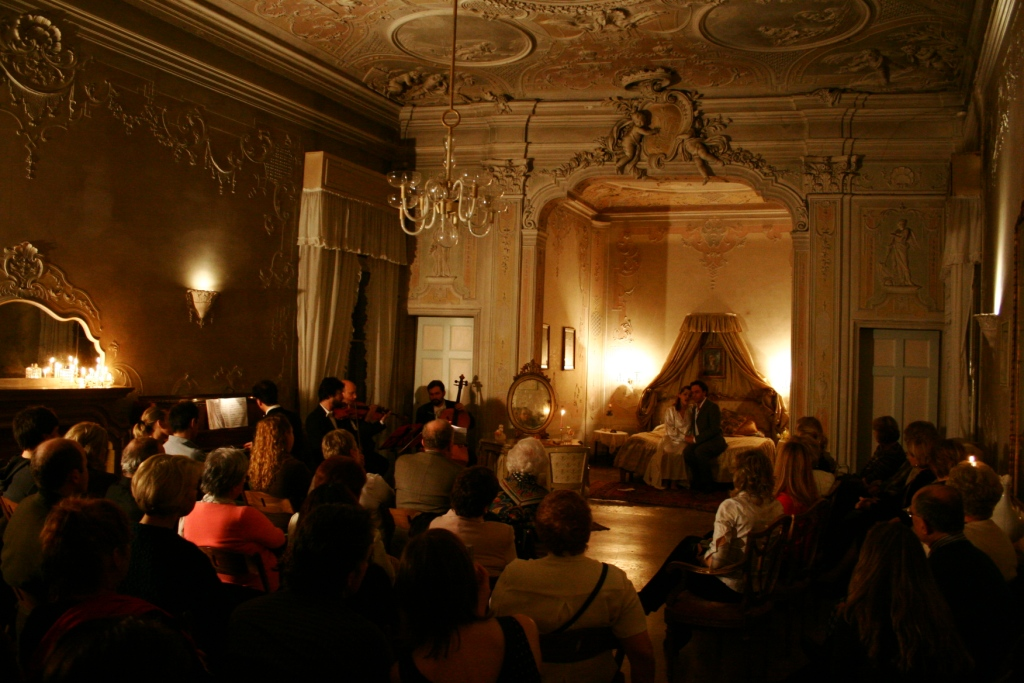
Traviata, akt III – „Musica a Palazzo”, Wenecja

Violetta opuściła paryskie salony i w samotności zmaga się z nieuleczalną chorobą. Zbliża się kres jej życia. Wspomina miłość i szczęśliwe dni. Alfred wraca do Paryża z dalekiej podróży, już wie o poświęceniu ukochanej i uzyskał od ojca zgodę na ślub z nią. Obaj przybywają do mieszkania umierającej. Alfred błaga o przebaczenie. Violetta próbuje ukryć przed nim ciężką chorobę i zgadza się na wyjazd z Paryża, ale śmierci nie można oszukać – Violetta umiera w objęciach ukochanego prosząc go, aby odnalazł szczęście z inną kobietą. Ona natomiast będzie się za nich modlić z nieba.

## Historia utworu
Aleksander Dumas (syn) powieść Dama kameliowa napisał pod wpływem osobistych przeżyć. Książka została opublikowana w 1848 r. i okazała się sporym sukcesem. Namawiany przez Paula Siraudina Dumas adaptował swoją powieść do wystawienia na deskach scenicznych. Jednak na premierę sztuki cenzura w 1851 nie dała zgody. Dopiero 2 lutego 1852 r. wystawiono Damę kameliową w teatrze Vaudeville w Paryżu. Sztuka odniosła spory sukces.
Verdi zetknął się ze sztuką Dumasa podczas swojej wizyty w Paryżu w 1852 r. i od razu uznał, że świetnie nadaje się na libretto opery. Mimo to przez pewien czas wahał się, czy jej tematyka nie zrazi publiczności. Ostatecznie librecista i przyjaciel Verdiego Francesco Piave złagodził obyczajowy wydźwięk oryginału. Nadał jej całkiem nowy tytuł (wł. traviata – zabłąkana) pod którym wystawiono ją w Wenecji. Okazała się skandalem – publiczność nie przywykła jeszcze do oglądania kurtyzan na scenach operowych. Współczesny widzom czas akcji też wpłynął na ocenę spektaklu. Dramat Violetty był jawną krytyką ówczesnych pruderyjnych stosunków panujących. Szokowało ukazanie kurtyzany jako postaci szlachetnej, zdolnej w imię miłości do największego poświęcenia. Do fiaska sztuki przyczynił się ponadto dobór wykonawców. Przed premierę Verdi otrzymał anonimowy list, w którym przestrzegano go przed klęską prapremiery, jeżeli nie znajdzie innego basa, a zwłaszcza lepszej primadonny. Istotnie, śpiewacy Fanny Salvini-Donatelli, Lodovico Graziani i Felice Varesi, śpiewali fatalnie. Sam Verdi w liście do Emanuela Muzio napisał tak: „Traviata wczoraj wieczorem fiasko. Moja wina czy śpiewaków? Czas to osądzi”. Autor nie poddał się. Dokonał drobnych zmian, które dotyczyły przede wszystkim umiejscowienia akcji we wcześniejszej epoce, realiach z czasów Ludwika XIV, zmienił tytuł na Violetta i 6 maja 1854 r. wystawił spektakl w weneckim Teatro San Benedetto. Tym razem opera odniosła sukces i na stałe wpisała się w kanon operowy.
Polska premiera – 27 kwietnia 1856, Teatr Wielki w Warszawie (pod tytułem Violetta); reżyseria: Leopold Matuszyński, dekoracje: Antoni Sacchetti, dyrygent: Jan Quattrini; obsada: Enrica Berini (Violetta), Francesco Ciaffei (Alfred), Lodovico Butti (Germont), Józefa Chodowiecka (Flora).
Dzisiejsza krytyka uważa Traviatę za najdoskonalsze i zupełnie nowatorskie dzieło kompozytora. Podkreślana jest kameralna atmosfera opery (w przeciwieństwie do większości utworów Verdiego np. Aidy), wartość literacka libretta oraz nastrojowość muzyki, która świetnie wyraża i podkreśla uczucia bohaterów.
Chronologicznie Traviata powstała jako trzecie ogniwo tzw. Trilogia popolare (po Rigoletcie z 1851 r. i Trubadurze z 1852 r.).  

## Słynne fragmenty
- Libiamo ne’ lieti calici (Więc pijmy za miłość) – akt I, duet (toast Alfreda)
- Un di felice eterea (Od dnia kiedy cię ujrzałem) – akt I, aria Alfreda Aria, w której Alfred wyznaje miłość Violetcie; zaczyna się od słów Un di felice (Dnia pewnego szczęśliwą [cię ujrzałem]). Motyw z tej pieśni powraca w arii Violetty Sempre libera
- E strano, e strano (To dziwne!) – recytatyw Violetty przechodzący w wielką arię Ah fors'è lui (Ach, moje dla niego serce to bije)
- Cabaletta Follie! Delirio vano è questo!… Sempre libera (Szaleństwa, złudzenia… Zawsze wolna, zawsze płocha) – zakończenie aktu I
- Di Provenza il mar, il suol (Posiwiały ojciec twój) – akt II, aria Giorgio Germonta, w której ojciec przypomina synowi zalety rodzinnego domu zapraszając go do powrotu
- Addio del passato (Żegnajcie przeszłości urocze wspomnienia) – akt ostatni (III lub IV w zależności od wersji), aria Violetty, liryczne „pożegnanie z przeszłością”

## Dyskografia
- Pierwsze nagranie pochodzi z 1928 r. (chór i orkiestra La Scali, wykonawcy: Mercedes Caspir, Lionello Cecil, Carlo Galeffi, dyr. Molajoli)
- Maria Callas, Giuseppe di Stefano, Ettore Bastianini, chór i orkiestra La Scali, dyr. Carl Maria Giulini (EMI, 1955 r.)
- Maria Callas, Alfredo Kraus, Mario Sereni, chór i orkiestra Teatro San Carlo w Lizbonie, dyr. Franco Ghione (EMI, 1958 r.)
- Renata Tebaldi, Gianni Poggi, Aldo Protti, Orchestra e Coro dell Accademia di Santa Cecilia Roma, dyr. Francesco Molinari-Pradelli (Decca, 1954 r.).
- Ileana Cotrubaș, Plácido Domingo, Sherrill Milnes, Stefania Malagu, Bayerischer Staatsopernchor, Bayerisches Staatsorchester, dyr. Carlos Kleiber (Deutsche Grammophon, 1977 r.).
- Angela Gheorghiu, Frank Lopardo, Leo Nucci, Leah-Marian Jones, Orchestra and Chorus of the Royal Opera House, Covent Garden, dyr. Sir Georg Solti (Decca, 1995 r.).
- Filmowa wersja Franco Zeffirelliego: Teresa Stratas, Plácido Domingo, The Metropolitan Opera Orchestra and Chorus, dyr. James Levine (Deutsche Grammophon)